# 橫山 (桃園市)
橫山，是臺灣桃園市大園區的一個傳統地域名稱，位於該區中南部。相較於今日行政區，其範圍大致包括橫峰里、青山里、青峰里不含東南端、內海里東南端，以及中壢區青埔里西部凸出部分。
橫山地區南端位於「高速鐵路桃園車站特定區」範圍內。

## 歷史
台灣清治末期至日治初期，橫山地區為一街庄，稱為「橫山庄」，隸屬於竹北二堡。該庄北邊西段與大坵園庄、內海墘庄為鄰，北邊東段及東邊隔新街溪與圳股頭庄、埔心庄、五塊厝庄為界，南邊為青埔庄，西邊隔老街溪與洽溪仔庄、照鏡庄、田心仔庄為界。
1901年（日治明治三十四年）11月，全台廢縣廳改設二十廳，該庄隸屬於桃仔園廳。1903年（明治三十六年），改名桃園廳。1909年（明治四十二年）10月，合併二十廳為十二廳，該庄隸屬不變。1920年（大正九年），廢十二廳改設五州二廳，該庄改制為「橫山」大字，隸屬於新竹州桃園郡大園庄，大字下有「橫山」、「湳子」、「尖山」小字名。
戰後大園庄改制為大園鄉，隸屬於新竹縣，大字亦改制為村。1950年桃、竹、苗分治，大園鄉改隸屬於桃園縣。2014年12月，桃園縣升格為直轄桃園市，大園鄉改制為大園區，村亦改制為里。

## 旅遊

### 文化資產
- 大園尖山遺址（市定考古遺址，中正東路160號）

## 聚落
本地區發展較早的聚落有湳仔、水頭仔、下橫山、頂橫山、赤牛稠等，在日治期初期的官方地圖上已有記載。此外，本地區尚有苗圃、尖山、崁腳、上湳仔、下大坡腳、大坡腳、橫山、下青埔、頂赤牛稠等聚落。

## 交通
省道台31線又稱「高鐵橋下桃園段道路」，是蘆竹至湖口與高鐵併行的平面幹道，大致以東北—西南走向經過橫山地區最南端邊界地帶，為該道路在高鐵桃園站一帶的南側外環道路段之一。由該道路向東北繞過高鐵桃園站可前往國道2號大竹交流道及大園、蘆竹的高鐵沿線各地，向西南可前往中壢、新屋、楊梅、湖口的高鐵沿線各地。
市道110號是大園至新店的道路，大致以北北西—南南東走向轉西北—東南走向經過本地區東北部。由該道路往北北西可前往大園市區北側並止於省道台15線路口，向東南可前往新庄子、桃園、鶯歌、三峽等地。
市道113號是大園至龍潭十一份的道路，先以東北—西南走向經過本地區最北端，再以西北—東南走向轉縱向再轉東北—西南走向蜿蜒縱貫本地區，中間經過大園市區。由該道路北段向東北可前往經圳股頭南部、沙崙南部並止於埔頂附近的省道台15線路口；由南段向西南轉南可前往中壢、龍潭並止於十一份的省道台3甲線路口。
市道113丙線是青埔至中壢的道路，其北側端點位於本地區南部市道113號路口。由此向東南經高鐵桃園站西側至青埔，轉西南與省道台31線共線一小段路後，轉東南再轉南可前往中壢市區北側並止於省道台1線路口。
區道桃42線（五青路）是月眉至新庄子的道路，原本經過本地區南部邊界地帶，由於「高速鐵路桃園車站特定區」市地重劃，特定區一帶路段已消失，因而分成東西兩段。西段道路並未行經本地區，而東段道路西側端點位於本地區東南端領航南路四段路口。由此向東北過新街溪橋出境後，順彎道轉東偏南可前往五塊厝、新庄子並止於市道110號路口。

## 學校
- 大園國小